# Instituto Camões
Camões – Instituto da Cooperação e da Língua, I. P. (in italiano, Camões - Istituto della Cooperazione e della Lingua, I. P.), noto come Instituto Camões, è un'istituzione pubblica portoghese, i cui scopi principali sono la promozione e la diffusione della Lingua Portoghese e della Cultura Portoghese, nel mondo e nell'ambito della cooperazione internazionale.
Il nome dell'istituto si deve alla grande importanza rivestita dal poeta Luís de Camões nella cultura portoghese e nella storia delle culture lusofone.

## Storia
La struttura e la denominazione attuali risalgono al 2012, tuttavia, questo tipo di organizzazione esisteva prima con altri nominativi, tra i quali ICAP - Instituto de Cultura Portuguesa (ICAP - Istituto di Cultura Portoghese, 1976-1992), il quale a sua volta aveva tratto origine dalla JEN - Junta de Educação Nacional (JEN - Giunta di Educazione Nazionale), istituita nel 1929.

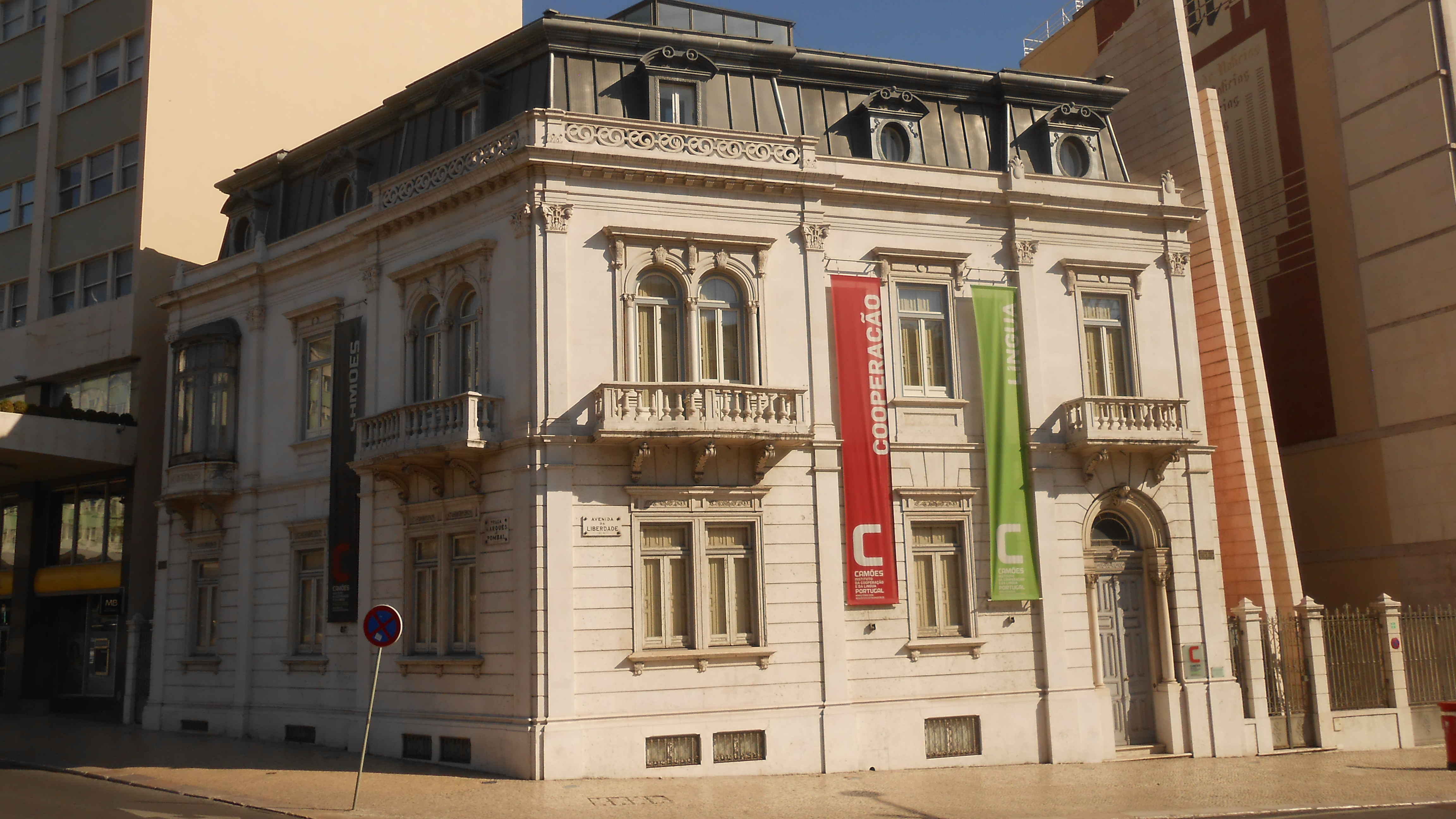
Sede dellInstituto Camões a Lisbona, in Rua Rodrigues Sampaio, 113.

Nel 2005, all'Instituto Camões è stato assegnato il Premio Principessa delle Asturie, ricevuto assieme ad altri grandi istituti di cultura europei, in particolare l'Alliance Française, il British Council, il Goethe-Institut, l'Instituto Cervantes e la Società Dante Alighieri.